# Džordž O'Mali
Dr. Džordž O'Mali je izmišljeni lik u seriji "Uvod u anatomiju". Ulogu tumači glumac T.R. Najt, a lik je stvorila Šonda Rajms.

## Kratak pregled
Džordž je jedan od cimera Meredit Grej, koji je jedno vreme bio zaljubljen u nju, ali ona to nije uspela da primeti. Kao stažista, bio je miljenik Prestona Berka nakon što ga je Berk odabrao da mu asistira u operaciji. Džordž je prvi operisao sam, kada se zaglavio u liftu sa pacijentom. Nakon povrede ramena, odlazi do Keli Torez, sa kojom počinje da izlazi. Njih dvoje su se venčali, ali njihov brak nije potrajao dugo, zato što je Džordž bio zaljubljen u Izi Stivens sa kojom se kasnije ispostavilo da ne može da mu bude više od prijatelja. Nakon što je saznao da je pao na ispitu za samo jedan poen, on traži Ričardu da ponovi test i uspešno ga polaže. Od sreće je poljubio Leksi Grej, koja od tada počinje da se zaljubljuje u Džordža, ali on to ne vidi i tretira je kao prijatelja. Odlučuje da se priključi vojsci u ratu u Iraku. U povratku kući nakon poslednjeg dana na poslu, spavašava ženu od udara autobusa i sam strada. Kao unakaženog i neprepozntaljivog pacijenta ga odvoze u bolnicu. On pokušava nešto da kaže, ali ne može, tako da uzima Meriditinu ruku i na njoj piše "007", jedan od svojih nadimaka. Tako Meridit shvata da je to Džordž i vode ga na operaciju, koju ne preživljava.